# Thriller psychologique
Le thriller psychologique est un genre combinant les genres thriller et psychologique. Il est couramment utilisé pour décrire la littérature ou les films qui traitent des récits psychologiques sous forme de thriller.
En termes de contexte et de convention, il s'agit d'un sous-genre de la structure narrative plus large du thriller avec des similitudes avec le gothique et la fiction policière	 dans le sens d'avoir parfois un « sens de la réalité qui se dissout ». Il est souvent raconté à travers le point de vue de personnages psychologiquement stressés, révélant leurs perceptions mentales déformées et se concentrant sur les relations complexes et souvent torturées entre les personnages obsessionnels et pathologiques. Les thrillers psychologiques incorporent souvent des éléments de mystère, de drame, d'action et de paranoïa . Le genre est étroitement lié et chevauche parfois le genre d'horreur psychologique, ce dernier impliquant généralement plus d'éléments et de thèmes d'horreur et de terreur (en) et des scénarios plus dérangeants ou effrayants.

## Définition
Selon Peter Hutchings, de nombreux films ont été qualifiés de thrillers psychologiques, mais ce terme désigne généralement "des récits au cadre domestiqué dans lesquels l'action est supprimée et où les sensations fortes sont plutôt fournies par des enquêtes sur la psychologie des personnages principaux". La caractéristique distinctive d'un thriller psychologique est qu'il met l'accent sur les états mentaux de ses personnages : leurs perceptions, leurs pensées, leurs distorsions et leur lutte générale pour appréhender la réalité.
Selon le réalisateur John Madden, les thrillers psychologiques se concentrent sur l'histoire, le développement du personnage, le choix et le conflit moral ; la peur et l'anxiété alimentent la tension psychologique de manière imprévisible. Madden a déclaré que leur manque de spectacle et l'accent mis sur les personnages ont conduit à leur baisse de popularité à Hollywood. Les thrillers psychologiques créent du suspense en exploitant l'incertitude quant aux motivations des personnages, à leur honnêteté et à leur façon de voir le monde. Les films peuvent également provoquer un malaise chez les spectateurs en privilégiant les informations qu'ils souhaitent partager avec les personnages ; les personnages coupables peuvent souffrir d'une détresse similaire en raison de leurs connaissances.
Cependant, James N. Frey définit le thriller psychologique comme un style, plutôt qu'un sous-genre ; Frey affirme que les bons thrillers se concentrent sur la psychologie de leurs antagonistes et construisent lentement le suspense par l'ambiguïté. Les créateurs et/ou les distributeurs ou éditeurs de films qui cherchent à se distancer des connotations négatives de l'horreur classent souvent leur œuvre dans la catégorie des thrillers psychologiques. La même situation peut se produire lorsque des critiques qualifient une œuvre de thriller psychologique afin d'en augmenter la valeur littéraire.

## Dispositifs et techniques littéraires
- Plot twist - Des films tels que Psycho et The Skeleton Key ont annoncé le fait qu'ils contiennent des rebondissements et ont demandé au public de s'abstenir de révéler des spoilers. Des thrillers psychologiques aux rebondissements mal perçus, comme Le Village, ont souffert au box-office[8].
- Narrateur peu fiable – Andrew Taylor identifie le narrateur peu fiable comme un dispositif littéraire couramment utilisé dans les thrillers psychologiques et le fait remonter à l' influence d'Edgar Allan Poe sur le genre. La folie criminelle peut être explorée comme thème[9].
- MacGuffin - Alfred Hitchcock a été le pionnier du concept du MacGuffin, un objectif ou un objet qui initie ou fait avancer l'intrigue. Le MacGuffin n'est souvent que vaguement défini, et il peut être utilisé pour augmenter le suspense[10].
- Hareng rouge - Le hareng rouge a été popularisé par William Cobbett et est défini comme une sorte de sophisme qui est un sujet non pertinent introduit pour détourner l'attention du public. Un hareng rouge est utilisé pour amener le public à faire de fausses hypothèses et à tromper son attention[11].

## Thèmes
De nombreux thrillers psychologiques ont vu le jour ces dernières années, tous déclinés sur différents supports (cinéma, littérature, radio, etc.). Malgré ces formes de représentation très différentes, des tendances générales sont apparues à travers les récits. Parmi ces thèmes constants, citons :
- Décès
- Existence / But
- Identité
- Esprit
- Perception
- Réalité

Dans les thrillers psychologiques, les personnages doivent souvent mener un combat intérieur. L'amnésie est un élément de l'intrigue fréquemment utilisé pour explorer ces questions. Les personnages peuvent être menacés de mort, être obligés de faire face à la mort d'autres personnes ou simuler leur propre mort. Les thrillers psychologiques peuvent être complexes, et les critiques peuvent recommander un deuxième ou troisième visionnage pour "déchiffrer ses secrets". Les éléments communs peuvent inclure des personnages de base, comme un détective dur à cuire et un tueur en série, impliqués dans un jeu du chat et de la souris. Les romans à sensation, exemples des premiers thrillers psychologiques, étaient considérés comme socialement irresponsables en raison de leurs thèmes de sexe et de violence. Ces romans, entre autres, ont été inspirés par les exploits du détective Jack Whicher. L'eau, en particulier les inondations, est fréquemment utilisée pour représenter l'inconscient, comme dans What Lies Beneath et In Dreams. Les thrillers psychologiques ne se soucient pas toujours de la vraisemblance. Peter Hutchings définit le giallo, un sous-genre italien du thriller psychologique, comme un mystère de meurtre violent qui privilégie le style et le spectacle à la rationalité. D'après Peter B. Flint du New York Times, les détracteurs d'Alfred Hitchcock l'ont accusé de "s'appuyer sur des astuces astucieuses, des scénarios illogiques et de folles coïncidences".

## Exemples

### Scénaristes et réalisateurs
- Brad Anderson - Ethan Anderton de firstshowing.net décrit les thrillers psychologiques d'Anderson comme "uniques" et couvrant le thème de la perte de mémoire[13].
- Dario Argento – réalisateur italien connu pour ses films culte en giallo, horreur et thrillers psychologiques. Il est souvent surnommé « l'Hitchcock italien »[14].
- Darren Aronofsky – Couvre fréquemment les thèmes de la folie, de la poursuite de la perfection et de la psychologie[15],[16].
- Park Chan-wook - réalisateur coréen qui a exploré le genre dans sa « trilogie de vengeance » ( Sympathy for Mr. Vengeance, Oldboy et Lady Vengeance ), Stoker et The Handmaiden[17]
- David Cronenberg – Philip French déclare que Cronenberg est un "premier exposant" d'un sous-genre de thrillers psychologiques, l' horreur corporelle : "des histoires de terreur impliquant des parasites, des métamorphoses, des maladies, des décompositions et des blessures physiques"[18].
- Brian De Palma – Appelé cinéaste par Vincent Canby, de Palma est connu pour ses thrillers psychologiques et ses films d'horreur influencés par Alfred Hitchcock[19].
- Alfred Hitchcock – Hitchcock a souvent appliqué des concepts freudiens à ses thrillers, comme dans Jamaica Inn, Rebecca, Spellbound, Rear Window, Vertigo, Psycho et Marnie[20].
- Satoshi Kon – réalisateur d'anime japonais connu pour ses thrillers psychologiques, tels que Perfect Blue et Paprika[21].
- David Lynch - Ses films surréalistes ont inspiré le descripteur "Lynchian", que Jeff Jensen d' Entertainment Weekly définit comme "bizarrement banal, ou tout simplement trippant"[22].
- Christopher Nolan – réalisateur anglo-américain dont les films traitent de l'esprit, de la mémoire et de la frontière entre fantasme et réalité[23].
- Roman Polanski - Décrit comme un "réalisateur de classe mondiale" par Sheila Johnston de The Independent, elle déclare que sa réputation a été établie par ses "superbes premiers thrillers psychologiques"[24].
- Martin Scorsese – réalisateur américain connu pour ses thrillers psychologiques tels que Cape Fear et Shutter Island[25].
- M. Night Shyamalan – réalisateur indo-américain connu pour ses thrillers psychologiques qui se terminent souvent par une torsion[8].
- David Fincher – réalisateur américain connu pour ses films à suspense grand public avec des éléments psychologiques, notamment Se7en et Gone Girl[26].

### Jeux vidéo
- Alan Wake – Combine un thriller psychologique avec un jeu de tir[27].
- Heavy Rain – Time a appelé Heavy Rain une combinaison de Livre-jeu et de thriller psychologique dans lequel les joueurs traquent un tueur en série[28].
- Hotline Miami - Un jeu indépendant de haut en bas avec des aspects psychologiques du genre thriller policier influencé par plusieurs films[29].

### Films et séries
- Black Mirror: Bandersnatch – Un thriller psychologique interactif basé sur une série télévisée d'anthologie populaire Black Mirror[30].
- Black Swan[31]
- Beacon 23 (serie TV) science fiction
- À vif[32]
- Burning[33]
- Les Nerfs à vif (1962)[34]
- Faux-semblants[35]
- Damages[36]
- Dexter[37]
- Dollhouse[38]
- Exile[39]
- Fight Club
- Following[40]
- Hannibal[41]
- Homeland[42]
- Jessica Jones[43]
- Mad Dogs[44]
- Mr. Robot[45]
- Speak no evil
- The Lighthouse[46]
- You[47]

### Littérature
- Humayun Ahmed - Connu pour une série de thrillers psychologiques bengalis basés sur un professeur de psychologie nommé Misir Ali (en), que le Daily Star a qualifié d'unique dans la littérature bengali[48].
- Nicci French – Le pseudonyme de l'équipe mari et femme Nicci Gerrard et Sean French, auteurs de onze thrillers psychologiques à succès[49].
- Patricia Highsmith - Reuters a décrit ses thrillers psychologiques comme "composés de manière complexe" qui existaient dans un "monde claustrophobe et irrationnel"[50].
- Henry James - Connu pour Le Tour d'écrou et d'autres histoires d'horreur[9].
- Jonathan Kellerman - Le Baltimore Sun a décrit les romans d'Alex Delaware (en) de Kellerman comme "des thrillers psychologiques tendus"[51].
- Stephen King - John Levesque du Seattle Post-Intelligencer a qualifié Stephen King de "maître du thriller psychologique"[52].
- Minette Walters - The Sun-Sentinel a déclaré que Walters avait acquis un culte pour ses "thrillers psychologiques sombres et bien construits"[53].

### Anime et manga
- Death Note[54]
- Puella Magi Madoka Magica[55]
- Perfect Blue
- Monster
- Neon Genesis Evangelion